# Trattato di pace Armenia-Azerbaigian

Il Trattato di pace Armenia-Azerbaigian è un accordo bilaterale firmato l'8 agosto 2025 a Washington, negli Stati Uniti d'America, con la mediazione del presidente statunitense Donald Trump. L'intesa pone fine ufficialmente al conflitto del Nagorno Karabakh, in corso dal 1988 con varie fasi di escalation armata.

## Antefatti
Le relazioni tra Armenia e Azerbaigian sono state segnate da decenni di tensioni per la disputa sul Nagorno Karabakh, una regione a maggioranza armena riconosciuta a livello internazionale come parte dell'Azerbaigian. Dopo la fine della seconda guerra del Nagorno Karabakh (2020) e l'offensiva azera nel Nagorno Karabakh del 2023, le forze separatiste armene si sono sciolte e la regione è tornata sotto il controllo azero. Tuttavia, la mancanza di un accordo di pace formale ha mantenuto alta l'instabilità lungo il confine.

## Contenuto dell'accordo
Il trattato prevede:
- il reciproco riconoscimento dell'integrità territoriale;
- la rinuncia all'uso della forza;
- l'apertura di relazioni diplomatiche e commerciali;
- la creazione del corridoio denominato Trump Route for International Peace and Prosperity (TRIPP), che collegherà l'Azerbaigian continentale con l'exclave azera di Naxçıvan attraverso territorio armeno, mantenendo la sovranità armena ma con diritti di sviluppo concessi agli Stati Uniti per 99 anni[3].

## Reazioni
L'accordo è stato accolto positivamente da diversi attori internazionali, tra cui Turchia, Unione europea e Nazioni Unite, che ne hanno sottolineato l'importanza per la stabilità regionale.